# Un avion sans elle (mini-série)
Cet article concerne la mini-série. Pour le roman dont elle est adaptée, voir Un avion sans elle.
Production
Diffusion
Un avion sans elle est une mini-série télévisée franco-belge en 4 épisodes, diffusée en France du 26 mars au 2 avril 2019 sur M6 et en Belgique du 26 décembre 2019 au 2 janvier 2020 sur La Une.
Cette fiction, qui est une adaptation du roman éponyme de Michel Bussi publié en 2012, est une coproduction de Rififilms, CPB FILMS (Compagnie des Phares et Balises), M6, Be-FILMS, la RTBF, réalisée avec le soutien des régions Hauts-de-France et Grand Est.

## Synopsis
Le 23 décembre 1977, un avion de ligne effectuant un vol Istanbul-Paris s’écrase sur le Mont Terrible dans les Vosges. Il n'y a qu'un seul rescapé : un bébé de trois mois. Or, parmi les passagers, deux familles avaient un bébé. Quelle est donc l'identité de ce nourrisson ? Lyse-Rose Carville ou Émilie Vitral ? Aucun test ADN n'est à cette époque possible et les deux familles vont se déchirer pour obtenir la garde de cette petite fille, surnommée Libellule par les médias. La justice donne raison à la famille Vitral, mais un détective poursuit inlassablement l'enquête, le doute persistant. Après 18 ans d’enquête, il est assassiné alors qu'il venait de transmettre des informations cruciales à Émilie.

## Distribution
- Pénélope-Rose Lévèque : Émilie Vitral
- Yaniss Lespert : Marc Vitral
- Bruno Solo : Jacques Monod
- Anne Consigny : Mathilde Carville
- Margaux Chatelier : Nina Passard / Hortense Carville
- Didier Bezace : Henri Carville
- Agnès Soral : Nicole Vitral
- Anne-Élisabeth Blateau : l'inspecteur Solen Martineau
- Foëd Amara : Commandant Karim Bouazi
- Thomas VDB : Félix Pelletier
- Éric Savin : l'inspecteur Benjamin Cottret
- Emmanuel Quatra : Pierre Vitral
- Saverio Maligno : le juge Jean-Louis Schneider
- Agathe Dronne : Laure
- Gérard Cherqui : le laborantin
- Bruno Tuchszer : le procureur Bastien
- Xavier Boulanger : le gendarme à l'auberge
- Olivier Vagneux : un journaliste d'investigation

## Fiche technique
Sauf indication contraire, les informations mentionnées dans cette section peuvent être confirmées par la base de données cinématographiques Allociné,  présente dans la section « Liens externes ».
- Réalisation : Jean-Marc Rudnicki
- Scénario : Jean-Marc Rudnicki, Clara Bourreau, Nicolas Durand-Zouky, Mikaël Ollivier et Sandro Agénor, d'après le roman Un avion sans elle de Michel Bussi
- Musique : Nicolas Herrera
- Directeur de la photographie : Christian Abomnes
- Montage : Aurique Delannoy
- Chef costumière : Charlotte Lebourgeois
- Chef Coiffeuse : Laurence Berodot
- Chef maquilleuse : Stéphane Robert
- Pays de production :  France /  Belgique
- Sociétés de production : Rififilms, CPB FILMS (Compagnie des Phares et Balises), M6, Be-FILMS, la RTBF[1]
- Premières diffusions :
  - France : du 26 mars au 2 avril 2019 sur M6
  - Belgique : du 26 décembre 2019 au 2 janvier 2020 sur La Une[3]

## Production
Le tournage a lieu principalement à Dunkerque dans les Hauts-de-France, alors que l'intrigue du roman se situe principalement à Dieppe en Seine-Maritime. L'auteur du roman original, Michel Bussi, explique que la région Normandie n'a pas répondu favorablement aux producteurs de la série : « J’avais vraiment envie que le tournage ait lieu à Dieppe, une ville que je connais bien. Mais cela n’a pas pu se faire pour des questions de subventions. Les séries télé sont très dépendantes des subventions, or la Région Normandie n’a pas suivi ».
Les scènes du crash, des hippies, du chalet en bois du quatrième épisode et de la ferme auberge ont lieu dans le Massif des Vosges, dans le département du Haut-Rhin. La scène du crash a été tournée près du lac Vert ainsi que dans les environs des villages de Soultzeren, Stosswihr, Kruth et de Colmar. La ferme-auberge du quatrième épisode est l'auberge du Tanet (Seesteadtle).

## Accueil critique
Lors de sa diffusion en Belgique, Moustique parle d'une « solide fiction policière » : la journaliste indique que « même si cette histoire risque de ne pas surprendre les férus du genre, elle a tous les atouts pour accrocher les spectateurs jusqu'au dénouement ».

## Anecdotes
• Il s’agit du dernier rôle de Didier Bezace, décédé un an après la diffusion de la série des suites d’une longue maladie.
Il apparaît d’ailleurs très émacié et affaibli à l’écran.
• Agnès Soral (Nicole Vitral) et Anne Consigny (Mathilde Carville) n’ont que 30 ans d’ecart avec Pénélope-Rose Lévèque, Yaniss Lespert et Margaux Chatelier, qui jouent leurs petits-enfants respectifs.
• Pénélope-Rose Lévèque a joué dans la neuvième saison de la série Fais pas ci, fais pas ça alors que Yaniss Lespert y jouait son beau-frère.

### Revue de presse
- M.R. « Un avion sans elle se pose en Grand Est », Le Républicain Lorrain, Groupe Républicain Lorrain Communication, Woippy, 3 juin 2018, p. 2-3,  (ISSN 0397-0639) (reportage sur le tournage)
- Céline Fontana, « Un avion sans elle : en quête d'identité. M6 décline le best-seller de Michel Bussi en minisérie avec Bruno Solo », TV Magazine no 1677, Le Figaro, Paris, 24 mars 2019, p. 8